# Triumfetta columnaris
Triumfetta columnaris är en malvaväxtart som beskrevs av Bénédict Pierre Georges Hochreutiner. Triumfetta columnaris ingår i släktet triumfettor, och familjen malvaväxter. Inga underarter finns listade i Catalogue of Life.